# Weduwe van Gouda

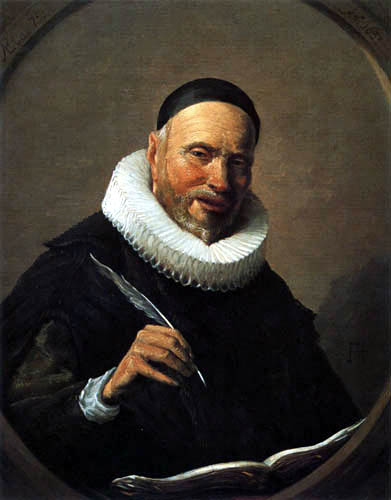
Pieter Christiaensz Bor

De Weduwe van Gouda, ook wel de Geuzenvrouw van Gouda of het Vrouwtje van Gouda, was een onbekende vrouw die een rol speelde in een anekdotisch verhaal tijdens de inname van Gouda door de geuzen tijdens de Tachtigjarige Oorlog.
In 1572 trok een groepje geuzen onder leiding van Adriaen van Swieten, tijdens de opstand van de Nederlanders tegen de Spanjaarden, de stad Gouda binnen, waarop het stadsbestuur besloot zich aan te sluiten bij de prinsgezinden. Een van de spaansgezinde burgemeesters moest vluchten. Hij vroeg en kreeg een schuilplaats bij een weduwe. Bij zijn vraag of hij daar veilig was, antwoordde zij dat dit een heel goede schuilplaats was, daar zij haar man daar vele malen in had kunnen verbergen wanneer hij en anderen hem zochten.

## Historie of anekdote?

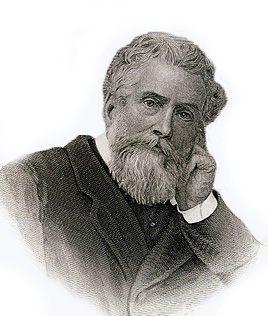
John Lothrop Motley

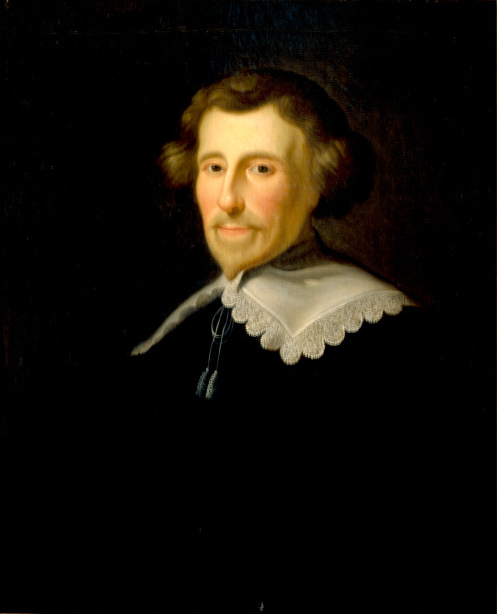
P.C. Hooft

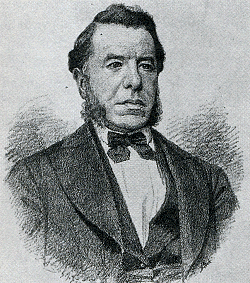
Robert Fruin

Er bestaan verscheidene versies van het verhaal over het geuzenvrouwtje. De oudste versie is opgetekend door de notaris en geschiedschrijver Pieter Christiaenszoon Bor (1559 –1635). Het verhaal over de weduwe komt voor in boek 6 van zijn werk over de opstand van Nederland tegen de Spanjaarden met de titel Oorspronck, begin ende aenvang der Nederlantscher oorlogen, beroerten ende borgerlijcke oneenicheyden, dat werd uitgegeven in 1601. Of het verhaal een historische gebeurtenis is, of alleen maar een anekdote kan niet met zekerheid gezegd worden.
In dit inkomen is gebeurt, dat een van de Burgemeesters uit vervaertheid vliedende, geraeckte in een weduwenhuis, haer biddende hem te willen bergen, zij wees hem een spinde, daer zij hem in sloot, en hij vragende of hij daer seker wàs, antwoorde zij: “Och ja Heer Burgemeester, mijn man is daer zoo dick in geborgen geweest als gy en anderen hem quamen soeken en de castelein daer voor stond.
De Amerikaanse historicus John Lothrop Motley (1814-1877) schreef in 1856 in zijn driedelige The rise of the Dutch Republic over de Hollandse opstand tegen het Spaanse gezag. In het tweede deel  schreef Motley over de geschiedenis van deze weduwe. Hij eindigt zijn beschrijving van de gebeurtenis met:
Thus faithfully did the humble widow of a hunted and murdered Calvinist protect the life of the magistrate who had brought desolation to her hearth.
Het verhaal van Motley is in het Nederlands vertaald door Reinier Cornelis Bakhuizen van den Brink. Motley zegt over de echtgenoot van de weduwe, dat deze door de burgemeester en zijn wetsdienaren zou zijn vervolgd en zou zijn omgebracht omdat hij een calvinist was. Als bron vermeldt Motley het boek De Nederlandsche Historiën (zesde boek p. 253) van P.C. Hooft.
De Nederlandse historicus P.C. Hooft nam het merendeel van het verhaal van Bor over. Hij voegde daar wel de volgende woorden aan toe:
Ende vind ik niet, dat hem yet zwaarders wedervoer dan dit koelzinnig verwijt, in wederspraak der gepleegde vervolgingh.
De Goudse historicus Ignatius Walvis gebruikt op zijn beurt weer de versie van P.C. Hooft over het Vrouwtje van Gouda voor zijn boek Beschryving der Stad Gouda.
Latere historici bestempelen het verhaal als een aardige anekdote. In de meest recente stadsgeschiedenis van Gouda Duizend jaar Gouda wordt geen letter aan deze episode gewijd.

## Een kleine twist
In de negentiende eeuw ontstond er een kleine twist tussen de historici W.J.F. Nuyens en Robert Fruin over de versie van John Lothrop Motley. Nuyens stelde dat Motley zijn fantasie te veel gebruikte, Fruin vond dit te overdreven. Naar zijn mening was de strekking van het verhaal overeind gebleven. Het verhaal, de anekdote van de burgemeester die een schuilplaats kreeg waar eerder vele malen een Geus zich had verborgen, was door Motley alleen iets uitgebreid.

## Literatuur

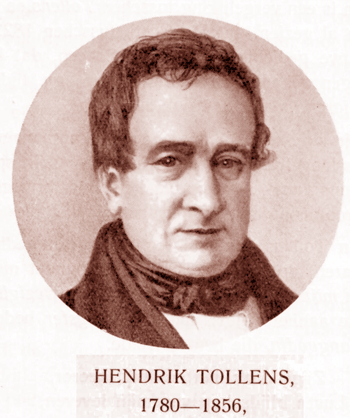
Hendrik Tollens